# Beneški trgovec
Beneški trgovec je komedija Williama Shakespeara.

## Obnova
Bassanio zaprosi beneškega trgovca in njegovega prijatelja Antonia za finančno posojilo, da bi lahko zaprosil bogato Porzio. Antonio denarja nima, zato si ga sposodi pri Shylocku, ki pa zahteva povračilo denarja v treh mesecih, nasprotno bi Shylock vzel en funt Antoniovega človeškega mesa. Bassanio zaposli Lancelota, saj ta ni maral delati pri Shylocku. Bassanio nato uspešno zaprosi Porzio in se poročita. Antonio izgubi svoje trgovske ladje, polne blaga, zato se Shylock veseli Antonievega mučenja. Ko Bassanio izve, da je Antonio ostal brez denarja, mu Porzia naroči naj Shylocku ponudi dvakratno višino Antonievega dolga. Bassanio in Porzia odpotujeta v Benetke, kjer se srečata s Shylockom in Antoniem. Shylock ponudbo zavrne in Antoniu odreže kos mesa, vendar če bi ga vzel več kot en funt, bi Antonio umrl. Shylock na koncu le ne ubije Antonia, Bassanio pa skupaj z Porzio živi skupaj srečno na njenem gradu.